# История евреев в Европе
Евреи, выходцы из древнего Иудейского царства, были переселены в Вавилонию после того, как Иудейское царство было завоёвано вавилонским царём Навуходоносором II, что положило начало еврейской диаспоре. Далее, благодаря завоеваниям Александра Македонского, между Востоком и Западом установились прочные торговые и иные связи, что способствовало распространению евреев на западе Средиземноморья. Во втором веке до н. э. евреи появились в Европе — в Греции, Македонии и Риме.
Еврейское население Европы до Второй мировой войны, по оценкам, насчитывало около 9 миллионов. Примерно 6 миллионов евреев были убиты в период Холокоста. Многие из оставшихся эмигрировали.
В настоящее время еврейское население Европы оценивается как примерно 2,4 миллиона человек (0,3 %). В это число входят:
- Ашкеназы (примерно 1,4 миллиона, в основном во Франции, в Германии, России, Украине, Великобритании, Венгрии и Бельгии)
- Сефарды (примерно 400 000; в основном во Франции, в Турции, Греции, Болгарии, а также в Боснии и Герцеговине)
- Мизрахим, восточные евреи (примерно 300 000; в основном во Франции, в Испании, Грузии, Великобритании и Азербайджане)
- Турецкие евреи (примерно 250 000; в том числе примерно 20 000 дёнме и 25 000 сефардов)
- Итальянские евреи[англ.] (около 45 000; в основном в Италии)
- Романиоты (около 6000; в основном в Греции)
- Грузинские евреи (около 8500 — в основном в Грузии, России, Азербайджане и Бельгии)
- Крымчаки (около 2000 — в основном на Украине, Азербайджане, Грузии и России)
- Караимы (около 1500 — в основном в Крыму, а также в Литве и Польше)
- Горские евреи (евреи Кавказа, в основном в Азербайджане)
- Рейстские евреи (Евреи Балтии, в основном в Литве)

## История

### Ранний период
Толчком к миграции евреев в Европу изначально послужили завоевания Александра Македонского. Созданная им монархия объединила Восток, где евреи жили ранее, и Запад — прежде всего Грецию и Македонию. Еврейский эллинизм, центром которого была Александрия, присутствовал в Римской империи ещё до Первой Иудейской войны. Многие евреи жили в Греции (в том числе на острове Крит и на греческих островах в Эгейском море) ещё в начале третьего столетия до нашей эры. Первое письменное упоминание иудаизма в Греции датировано 300—250 годами до нашей эры на острове Родос. Большинство еврейского населения в этот период жило на Востоке (в Иудее и Сирии), а также в Египте (Александрия была крупнейшим сосредоточением евреев: во времена Филона Александрийского евреи населяли два из пяти районов города). Александрийская сивилла уже около половины второго столетия до н. э. называла иудеев народом, «наполнившем собою все земли и все моря». Еврейская община существовала в Риме как минимум с первого века до нашей эры. (Возможно, еврейская община появилась там даже раньше, во втором веке до н. э., поскольку в 139 году до н. э. претор Гней Корнелий Сципион Хиспан издал указ об изгнании всех евреев — не граждан Рима.)
Преследование евреев в Европе началось в регионах, которые сейчас считаются преимущественно христианскими (примерно в VIII веке н. э.), и в современной Европе. Историческим фактом является то, что еврейские погромы имели место не только в Иерусалиме (325 год н. э.), Персии (351 год н. э.), Карфагене (250 год н. э.), Александрии (415), но и в Италии (224 год н. э.), Милане (379 год н. э.), на Менорке (418), в Антиохии (489), Равенне (519) и в других местах. Враждебность между христианами и евреями нарастала от поколения к поколению как в Римской империи, так и за её пределами. Принудительное обращение в иную веру, конфискация имущества, поджог синагог, депортация, сожжение, взятие в рабство, объявление вне закона — всё это происходило с евреями и с целыми еврейскими общинами в христианских землях бесчисленное количество раз.

### Средние века

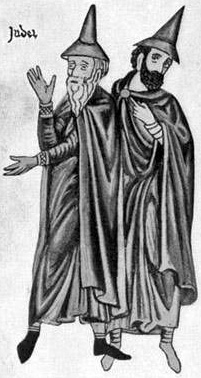
Евреи в Германии, XIII век

В период раннего средневековья еврейская культура процветала. В последние столетия существования Римской империи образ жизни евреев и христиан развивался в противоположных направлениях. Евреи стали жить автономными, децентрализованными общинами. Христианство стало иерархической системой, управлявшейся Папой Римским и Императором Рима.
После того как вестготы от более либерального арианства перешли к более строгому ортодоксальному христианству в правление Реккареда I, был выпущен указ об изгнании из страны всех евреев в 612 году н. э. и ещё один — в 642 году.
Между 800-ми и 1100-ми годами в христианской Европе было 1,5 миллиона евреев. Они не были частью феодальной системы, как крепостные или рыцари, поэтому были относительно свободны от угнетения.
Преследование евреев в Европе усилилось в период высокого средневековья в контексте христианских крестовых походов.
Короли, принцы и епископы защищали евреев благодаря важным услугам, которые те оказывали в трёх областях: финансы, администрирование, медицина. Христианские исследователи Библии консультировались с раввинами-талмудистами. Всё это изменилось с реформированием и усилением Римско-католической церкви и ростом среднего класса — городских христиан. К 1300-м годам странствующие монахи устраивали на Пасху представления (мистерии) о страстях господних, в которых изображались евреи (в современных одеждах), убивающие Христа. Так людей приучали ненавидеть евреев и убивать их. Преследования евреев стали обычным делом. В конце концов, примерно в 1500 году, евреи нашли безопасное место в Польше и снова начали преуспевать.  

Изгнания евреев в Европе между 1100 и 1600 гг. Чёрным написаны названия мест, откуда евреев изгоняли; красным – мест, куда они переселялись.

Тот факт, что еврейский народ выжил и сохранил свою самобытность, несмотря на давление Римско-католической церкви и персидской империи, историки считают «загадочным».
Историк Сало Барон полагает, что выживание еврейской нации обусловили восемь факторов:
1. Мессианская вера: вера в то, что в конце концов всё будет хорошо и к ним вернётся Земля Израильская.
2. Представление о Мире Грядущем очень детально разработано: евреи смирились со страданиями в этом мире, что помогало им противостоять соблазну перейти в другую веру.
3. Страданиям был придан смысл благодаря внушающей надежду трактовке истории и судьбы еврейского народа.
4. Догмат о мученичестве и о неизбежности преследований придавал общине сплочённость.
5. Повседневная жизнь евреев приносила им большое удовлетворение. Евреи жили среди евреев. На практике в течение жизни они сталкивались с открытым преследованием только в некоторые драматические моменты. По большей части дискриминация захватывала всех вместе, и к ней они притерпелись. Повседневной жизнью управляли многообразные ритуальные требования, из-за чего каждый еврей в течение всего дня постоянно сознавал Бога. «Он [рядовой еврей], как правило, считал этот всеохватывающий еврейский образ жизни настолько удовлетворительным, что был готов пожертвовать собой... ради сохранения его основ»[29]. Те заповеди, ради которых евреи жертвовали собой, такие как не поклоняться идолам, не есть свинину, практиковать обрезание, были теми, которым строже всего следовали[30].
6. Политика сегрегации и самоуправления, проводимая персидской империей и поздней Римской империей, усиливала организованность еврейской общины.
7. Талмуд стал чрезвычайно эффективной силой для поддержания еврейской этики, закона и культуры, судебной системы и социального обеспечения, всеобщего образования, регулирования семейной жизни и религиозной жизни от рождения до смерти.
8. Концентрация еврейских масс в «нижней части среднего класса»[31] со свойственными среднему классу добродетелями сексуальной сдержанности. Существовала небольшая дорожка между аскетизмом и распущенностью. Семья считалась фундаментом этики и этичной жизни.

Враждебность извне лишь помогла скрепить единство евреев, придать им внутреннюю силу и преданность своей вере.

## Демографические данные
| Страна               | Основное еврейское население (те, кто определяет себя как еврея), 2010 г.                | Всё еврейское население (включая тех, кто считает себя евреем частично), 2010 г. | Еврейские группы                                                     | Еврейская история                                | Списки евреев                              |
| -------------------- | ---------------------------------------------------------------------------------------- | -------------------------------------------------------------------------------- | -------------------------------------------------------------------- | ------------------------------------------------ | ------------------------------------------ |
| Албания              | 43                                                                                       |                                                                                  | Албания                                                              |                                                  | Евреи из Юго-Восточной Европы              |
| Андорра              | <100                                                                                     |                                                                                  | Андорра                                                              |                                                  |                                            |
| Австрия              | 9000                                                                                     | 15 000                                                                           |                                                                      | Австрия                                          | Евреи из Австрии                           |
| Беларусь             | 12 926 (Перепись в Беларуси 2009 г.)                                                     | 33 000                                                                           | Беларусь                                                             |                                                  | Евреи из Российской империи и бывшего СССР |
| Бельгия              | 30 300                                                                                   | 40 000                                                                           |                                                                      | История евреев Бельгии                           | Евреи из Западной Европы                   |
| Босния и Герцеговина | 500                                                                                      |                                                                                  |                                                                      | Босния и Герцеговина                             | Евреи из Юго-Восточной Европы              |
| Болгария             | 2000                                                                                     |                                                                                  |                                                                      | История евреев в Болгарии                        | Евреи из Юго-Восточной Европы              |
| Хорватия             | 1700                                                                                     |                                                                                  |                                                                      | История евреев в Хорватии                        | Евреи из Юго-Восточной Европы              |
| Кипр                 | <100                                                                                     |                                                                                  |                                                                      | История евреев Кипра                             | Евреи из Юго-Восточной Европы              |
| Чехия                | 3900                                                                                     |                                                                                  | Чехия и Карпатская Русь                                              |                                                  | Евреи из Чехии и Словакии                  |
| Дания                | 6400                                                                                     |                                                                                  | Дания                                                                |                                                  | Евреи из Северной Европы                   |
| Эстония              | 1800                                                                                     | 3000                                                                             | Эстония                                                              |                                                  | Евреи из Северной Европы                   |
| Финляндия            | 1100                                                                                     |                                                                                  | Финляндия                                                            | История евреев в Финляндии                       | Евреи из Северной Европы                   |
| Франция              | 483 500                                                                                  | 580 000                                                                          |                                                                      | История евреев во Франции                        | Евреи из Франции                           |
| Грузия               | 3200                                                                                     | 6000                                                                             | Грузия                                                               |                                                  | Евреи на Кавказе                           |
| Германия             | 119 000                                                                                  | 250 000                                                                          | Ашкеназы                                                             | История евреев в Германии                        | Евреи из Германии                          |
| Гибралтар            | 600                                                                                      |                                                                                  | Сефарды и британские евреи                                           | Иудаизм в Гибралтаре                             | Евреи с Пиренейского полуострова           |
| Греция               | 4500                                                                                     |                                                                                  | Романиоты, Сефарды                                                   | Иудаизм в Греции                                 | Евреи из Юго-Восточной Европы              |
| Венгрия              | 48 600                                                                                   | 100 000                                                                          | Евреи-оберландеры, Сатмарские хасиды и Община неологов               | История евреев в Венгрии и Карпатская Русь       | Евреи из Венгрии                           |
| Исландия             | 10 - 30                                                                                  |                                                                                  | Радхониты                                                            | История евреев в Исландии                        | Евреи из Северной Европы                   |
| Ирландия             | 1900                                                                                     |                                                                                  | История евреев в Ирландии                                            |                                                  | Евреи из Западной Европы                   |
| Италия               | 28 400                                                                                   | 45 000                                                                           | Итальянские евреи                                                    | История евреев в Италии                          | Евреи из Западной Европы                   |
| Косово               | <100                                                                                     |                                                                                  | История евреев в Косово                                              |                                                  | Евреи из Юго-Восточной Европы              |
| Латвия               | 6437 (Перепись в Латвии 2011 г.)                                                         | 19 000                                                                           | Евреи в Латвии                                                       |                                                  | Евреи из Северной Европы                   |
| Лихтенштейн          | <100                                                                                     |                                                                                  | История евреев в Лихтенштейне                                        |                                                  |                                            |
| Литва                | 3400 (по оценкам 2011 г.)                                                                | 5000                                                                             | Евреи в Литве                                                        | История евреев в Литве                           | Евреи из Северной Европы                   |
| Люксембург           | 600                                                                                      |                                                                                  | История евреев в Люксембурге                                         |                                                  | Евреи из Западной Европы                   |
| Северная Македония   | 100                                                                                      |                                                                                  |                                                                      | История евреев в Республике Македонии            | Евреи из Юго-Восточной Европы              |
| Мальта               | <100                                                                                     |                                                                                  | Иудаизм на Мальте                                                    |                                                  |                                            |
| Молдова              | 4100                                                                                     | 8000                                                                             |                                                                      | История евреев Молдавии                          | Евреи из Восточной Европы                  |
| Монако               | <100                                                                                     |                                                                                  | История евреев в Монако                                              |                                                  | Евреи из Западной Европы                   |
| Черногория           | 12                                                                                       |                                                                                  | История евреев в Черногории                                          |                                                  | Евреи из Юго-Восточной Европы              |
| Нидерланды           | 30 000                                                                                   | 43 000                                                                           | Евреи-сефарды в Нидерландах и Ашкеназы в Нидерландах                 | Евреи в Нидерландах и Хутс                       | Евреи из Западной Европы                   |
| Норвегия             | 1200                                                                                     |                                                                                  | Евреи в Норвегии                                                     | История евреев в Норвегии                        | Евреи из Северной Европы                   |
| Польша               | 3200                                                                                     |                                                                                  | Хронология еврейской истории в Польше                                | История евреев Польши                            | Евреи из Польши                            |
| Португалия           | 500                                                                                      |                                                                                  | Евреи в Испании и Португалии и Марраны                               | История евреев в Португалии                      | Евреи с Пиренейского полуострова           |
| Румыния              | 9700                                                                                     | 18 000                                                                           |                                                                      | История евреев в Румынии                         | Евреи из Румынии                           |
| Россия               | 157 673 (в том числе в азиатской части России) (Всероссийская перепись населения (2010)) | 400 000                                                                          | Ашкеназы и Горские евреи                                             | История евреев в России                          | Евреи из Российской империи и бывшего СССР |
| Сан-Марино           | <100                                                                                     |                                                                                  | История евреев в Сан-Марино                                          |                                                  |                                            |
| Сербия               | 1400                                                                                     |                                                                                  | Иудаизм в Сербии                                                     |                                                  | Евреи из Юго-Восточной Европы              |
| Словакия             | 2600                                                                                     |                                                                                  | Евреи-оберландеры                                                    | История евреев в Словакии и Карпатская Русь      | Евреи из Чехии и Словакии                  |
| Словения             | 100                                                                                      |                                                                                  | Евреи Словении                                                       |                                                  | Евреи из Юго-Восточной Европы              |
| Испания              | 12 000                                                                                   | 15 000                                                                           | Сефарды, Евреи в Марокко, Евреи в Бразилии, латиноамериканские евреи | Иудаизм в Испании и Золотой век евреев в Испании | Евреи с Пиренейского полуострова           |
| Швеция               | 15 000                                                                                   | 25 000                                                                           |                                                                      | Иудаизм в Швеции                                 | Евреи из Северной Европы                   |
| Швейцария            | 17 600                                                                                   | 25 000                                                                           |                                                                      | История евреев в Швейцарии                       | Евреи из Западной Европы                   |
| Турция               | 17 600                                                                                   | 21 000                                                                           |                                                                      | История евреев в Турции                          | Известные евреи-сефарды                    |
| Украина              | 71 500                                                                                   | 145 000                                                                          | Евреи на Украине                                                     | История евреев на Украине и в Карпатской Руси    | Евреи из Российской империи и бывшего СССР |
| Великобритания       | 292 000                                                                                  | 350 000                                                                          | Иудаизм в Великобритании                                             | История евреев в Великобритании                  | Евреи из Великобритании                    |